# Бабич Олександр Володимирович
Олекса́ндр Володи́мирович Ба́бич (1 лютого 1976 р., смт. Олександрівка, нині Кропивницького району Кіровоградської області — 8 листопада 2014 р., Дніпро) — майор Збройних сил України; наказ ном.757 від 07.10.15р. присвоєно чергове військове звання «підполковник» — посмертно, учасник російсько-української війни.

## Короткий життєпис
Закінчив школу №3 міста Кропивницький, після школи обрав кар’єру військового.
Заступник командира батальйону по роботі з особовим складом, 128-ма окрема гірсько-піхотна бригада.
В зоні бойових дій з початку серпня 2014-го, дружині повідомив: «Настав мій час, я повинен виконати свій обов'язок!»
Вечором 5 листопада 2014-го під час обстрілу російськими збройними формуваннями позицій українських військовиків під Дебальцевим в намет влучив снаряд із стрільнями, куди забіг Олександр, почалася пожежа. Військові, що зазнали опіків, були доставлені до шпиталю. У Бабича обгоріло 92 % поверхні тіла, шкіра лишилася лише на грудях під кишенями та на ногах — під берцями, проте Олександр ще кілька днів боровся за життя.
Помер 8 листопада у Дніпропетровському шпиталі. Того дня синові Артему виповнився перший рік. Без Олександра залишилися дружина Олена, двоє маленьких дітей — Вікторія та Артем. Останніми словами Олександра Бабича були: «Я вас дуже люблю».
Похований у Мукачеві 12 листопада 2014-го. Солдати з його підрозділу на похованні емоцій не стримували.

## Нагороди та вшанування
За особисту мужність і героїзм, виявлені у захисті державного суверенітету та територіальної цілісності України, вірність військовій присязі під час російсько-української війни, відзначений — нагороджений
- 27 червня 2015 року — орденом Богдана Хмельницького III ступеня.
- почесний громадянин Мукачевого — 25 червня 2015.
- 8 вересня 2015 року у кропивницькій ЗОШ № 3 відкрито меморіальну дошку на честь випускника Олександра Бабича.